# Подснежное (Крым)
Подсне́жное (ранее Новоникола́евка, Никола́евка; укр. Підсніжне, крымскотат. Podsnejnoye, Подснежное) — исчезнувшее село в Нижнегорском районе Республики Крым, располагавшееся в центральной части района, в степной зоне Крыма, примерно в 4 км к западу от современного села Акимовка.

## История
Впервые в доступных источниках селение упоминается в «…Памятной книжке Таврической губернии на 1900 год», согласно которой в деревне Николаевка, Ак-Шеихской волости Перекопского уезда, находящейся на частной земле, числилось 54 жителя в 7 домохозяйствах. По Статистическому справочнику Таврической губернии. Ч.II-я. Статистический очерк, выпуск пятый Перекопский уезд, 1915 год, в деревне Ново-Николаевка Ак-Шеихской волости Перекопского уезда числилось 10 дворов (8 дворов с землёй, 2 — безземельные) с русским населением в количестве 83 человек приписных жителей и 30 — «посторонних», из которых 62 мужчины и 51 женщина. Жители владели 535 десятинами удобной земли. В хозяйствах имелось 60 лошадей, 24 вола, 18 коров и 170 голов мелкого скота.
После установления в Крыму Советской власти, по постановлению Крымревкома от 8 января 1921 года № 206 «Об изменении административных границ» была упразднена волостная система и в составе Джанкойского уезда был создан Джанкойский район. В 1922 году уезды преобразовали в округа. 11 октября 1923 года, согласно постановлению ВЦИК, в административное деление Крымской АССР были внесены изменения, в результате которых округа были ликвидированы, основной административной единицей стал Джанкойский район и село включили в его состав. Согласно Списку населённых пунктов Крымской АССР по Всесоюзной переписи 17 декабря 1926 года, в селе Николаевка, центре Николаевского сельсовета Джанкойского района, числилось 24 двора, из них 22 крестьянских, население составляло 106 человек, из них 104 русских, 1 украинец, 1 болгарин, действовала русская школа. Постановлением ВЦИК «О реорганизации сети районов Крымской АССР» от 30 октября 1930 года был создан Сейтлерский район (по другим сведениям 15 сентября 1931 года) и село передали в его состав. В период коллективизации Николаевка вошла в колхоз «Победа». На 1940 год Ново-Николаевский сельсовет ещё существовал.
С 25 июня 1946 года селение в составе Крымской области РСФСР, а 26 апреля 1954 года Крымская область была передана из состава РСФСР в состав УССР. Время упразднения сельсовета и включения в Акимовский пока не установлено: на 15 июня 1960 года село уже числилось в его составе. К 1968 году Николаевка была переименована в Подснежное и к тому же году ликвидирована (согласно справочнику «Крымская область. Административно-территориальное деление на 1 января 1968 года» — в период с 1954 по 1968 год).